# Morti nel 2000/Febbraio
| Questa pagina contiene informazioni ricavate automaticamente dalle voci biografiche con l'ausilio del template Bio e di un bot. L'aggiornamento è periodico e automatico e ricostruisce completamente la pagina. Se manca una persona in questa lista, sei pregato di non aggiungerla, ma accertati piuttosto che la sua voce biografica contenga il template Bio e che i dati anagrafici siano correttamente compilati. Se il template Bio manca, inseriscilo tu stesso o, in alternativa, metti l'avviso {{tmp\|Bio}} che ne segnala la mancanza. Se i dati riportati sono sbagliati, correggi direttamente la voce biografica; le modifiche saranno visibili in questa lista entro pochi giorni. Per chiarimenti vedi il progetto biografie. La lista contiene solo le 146 persone che sono citate nell'enciclopedia e per le quali è stato implementato correttamente il template Bio. Pagina aggiornata al 10 ago 2025. |

- 1º febbraio - Alberto Boccianti, scenografo italiano (n. 1908)
- 1º febbraio - Pablito Calvo, attore spagnolo (n. 1948)
- 1º febbraio - Pina Cei, attrice italiana (n. 1904)
- 1º febbraio - Hans Hügi, calciatore svizzero (n. 1926)
- 1º febbraio - Anker Kihle, calciatore norvegese (n. 1917)
- 1º febbraio - Peter Levi, scrittore, archeologo e poeta inglese (n. 1931)
- 1º febbraio - Henry Mann, matematico statunitense (n. 1905)
- 1º febbraio - Leonardo Navarro, calciatore messicano (n. 1915)
- 1º febbraio - Dick Rathmann, pilota automobilistico statunitense (n. 1924)
- 1º febbraio - Frederick Vanderbilt Field, attivista e scrittore statunitense (n. 1905)
- 2 febbraio - Giuseppe Billanovich, filologo, critico letterario e italianista italiano (n. 1913)
- 2 febbraio - Magda Foy, attrice statunitense (n. 1905)
- 2 febbraio - Teruki Miyamoto, calciatore giapponese (n. 1940)
- 2 febbraio - Francis Stuart, scrittore, giornalista e saggista irlandese (n. 1902)
- 3 febbraio - Vincenzo Cavallari, avvocato e politico italiano (n. 1919)
- 3 febbraio - Massimiliano Fachini, politico e terrorista italiano (n. 1942)
- 3 febbraio - Lee Hills, giornalista statunitense (n. 1906)
- 3 febbraio - Richard Kleindienst, politico e avvocato statunitense (n. 1923)
- 3 febbraio - Jurij Lituev, ostacolista sovietico (n. 1925)
- 3 febbraio - Pierre Plantard, scrittore, esoterista e politico francese (n. 1920)
- 3 febbraio - Alla Rakha, musicista indiano (n. 1919)
- 3 febbraio - Gérard Rousset, schermidore francese (n. 1921)
- 4 febbraio - Edgar Bowers, poeta statunitense (n. 1924)
- 4 febbraio - Vincenzo Indelli, politico e medico italiano (n. 1908)
- 4 febbraio - Peter Rajniak, cestista e allenatore di pallacanestro cecoslovacco (n. 1953)
- 4 febbraio - Ronnie Robertson, pattinatore artistico su ghiaccio statunitense (n. 1937)
- 4 febbraio - László Rózsa, cestista ungherese (n. 1906)
- 4 febbraio - Roy Stephenson, calciatore inglese (n. 1932)
- 5 febbraio - Claude Autant-Lara, regista, sceneggiatore e scenografo francese (n. 1901)
- 5 febbraio - Guglielmo Giordano, ingegnere italiano (n. 1904)
- 5 febbraio - Todd Karns, attore statunitense (n. 1921)
- 5 febbraio - George Koltanowski, scacchista belga (n. 1903)
- 5 febbraio - Maurizio Taddei, archeologo e orientalista italiano (n. 1936)
- 5 febbraio - Hidetoki Takahashi, allenatore di calcio, calciatore e dirigente sportivo giapponese (n. 1916)
- 5 febbraio - Göran Tunström, scrittore svedese (n. 1937)
- 5 febbraio - Toshiro Yamabe, giocatore di go giapponese (n. 1926)
- 6 febbraio - Sándor Balogh, calciatore ungherese (n. 1920)
- 6 febbraio - Giacomo Marchello, politico e militare italiano (n. 1915)
- 6 febbraio - Bill Riebe, cestista statunitense (n. 1917)
- 6 febbraio - Klaus Wagner, matematico tedesco (n. 1910)
- 7 febbraio - Pavle Bulatović, politico montenegrino (n. 1948)
- 7 febbraio - Stewart Farrar, sceneggiatore e romanziere britannico (n. 1916)
- 7 febbraio - Doug Henning, illusionista canadese (n. 1947)
- 7 febbraio - Big Pun, rapper statunitense (n. 1971)
- 7 febbraio - Shiho Niiyama, doppiatrice giapponese (n. 1970)
- 7 febbraio - Vittorio Parenti, politico e partigiano italiano (n. 1923)
- 7 febbraio - Mildred Wiley, altista statunitense (n. 1901)
- 8 febbraio - Sid Abel, hockeista su ghiaccio e allenatore di hockey su ghiaccio canadese (n. 1918)
- 8 febbraio - Beatrice Cori, annunciatrice televisiva e modella italiana (n. 1943)
- 8 febbraio - Ion Gheorghe Maurer, avvocato e politico rumeno (n. 1902)
- 8 febbraio - Vlastimil Preis, calciatore e allenatore di calcio cecoslovacco (n. 1921)
- 8 febbraio - Elwin Schlebrowski, calciatore tedesco (n. 1925)
- 8 febbraio - Derrick Thomas, giocatore di football americano statunitense (n. 1967)
- 9 febbraio - Chū Arai, comico, attore e cantante giapponese (n. 1928)
- 9 febbraio - Roberto Fertonani, traduttore e saggista italiano (n. 1926)
- 9 febbraio - Steve Furness, giocatore di football americano statunitense (n. 1950)
- 9 febbraio - Beau Jack, pugile statunitense (n. 1921)
- 9 febbraio - Lenore Kight-Wingard, nuotatrice statunitense (n. 1911)
- 10 febbraio - Igor Bensen, inventore, progettista e aviatore russo (n. 1917)
- 10 febbraio - Jim Varney, attore, comico e doppiatore statunitense (n. 1949)
- 11 febbraio - Jacqueline Auriol, aviatrice francese (n. 1917)
- 11 febbraio - Bernardo Capó, ciclista su strada spagnolo (n. 1919)
- 11 febbraio - Dante Rivola, ciclista su strada italiano (n. 1926)
- 11 febbraio - Roger Vadim, regista, sceneggiatore e attore francese (n. 1928)
- 11 febbraio - Guido Valabrega, storico italiano (n. 1931)
- 11 febbraio - Bernardino Zapponi, sceneggiatore italiano (n. 1927)
- 12 febbraio - Giorgio Carta, manager italiano (n. 1914)
- 12 febbraio - Egidio Giaroli, scultore italiano (n. 1912)
- 12 febbraio - Screamin' Jay Hawkins, cantante, attore e compositore statunitense (n. 1929)
- 12 febbraio - Tom Landry, giocatore di football americano e allenatore di football americano statunitense (n. 1924)
- 12 febbraio - Oliver, cantante statunitense (n. 1945)
- 12 febbraio - Charles M. Schulz, fumettista statunitense (n. 1922)
- 12 febbraio - Rudolf Zöhrer, calciatore austriaco (n. 1911)
- 13 febbraio - Luigi Abeni, calciatore italiano (n. 1920)
- 13 febbraio - Clodoveo di Lippe, principe tedesco (n. 1909)
- 14 febbraio - Ferdinando Natoni, militare italiano (n. 1902)
- 14 febbraio - Arne Winther, calciatore norvegese (n. 1926)
- 15 febbraio - Luigi Michelini Tocci, bibliotecario e storico dell'arte italiano (n. 1910)
- 16 febbraio - Flavio Dalle Mule, avvocato e politico italiano (n. 1912)
- 16 febbraio - Lila Kedrova, attrice francese (n. 1918)
- 16 febbraio - Marceline Day, attrice statunitense (n. 1908)
- 16 febbraio - Louis-Georges Niels, bobbista belga (n. 1919)
- 17 febbraio - Giovanni Alamia, attore, cantautore e comico italiano (n. 1951)
- 17 febbraio - Selina Chönz, scrittrice svizzera (n. 1910)
- 17 febbraio - Aldo Drosina, calciatore e allenatore di calcio jugoslavo (n. 1932)
- 17 febbraio - Miles White, costumista statunitense (n. 1914)
- 17 febbraio - 'Iffat al-Thunayan, principessa saudita (n. 1916)
- 18 febbraio - Lamberto Coppini, anatomista italiano (n. 1923)
- 18 febbraio - Nevol Querci, politico italiano (n. 1927)
- 19 febbraio - Friedensreich Hundertwasser, pittore, scultore e architetto austriaco (n. 1928)
- 19 febbraio - Emilio Pasanisi, avvocato e dirigente d'azienda italiano (n. 1908)
- 19 febbraio - Riccardo Tommasi Ferroni, pittore e incisore italiano (n. 1934)
- 19 febbraio - Paul Verschuren, vescovo cattolico olandese (n. 1925)
- 20 febbraio - Jean Dotto, ciclista su strada italiano (n. 1928)
- 20 febbraio - Oswald Lange, ingegnere tedesco (n. 1912)
- 20 febbraio - Attilio Marinari, critico letterario italiano (n. 1923)
- 20 febbraio - Otello Martelli, direttore della fotografia italiano (n. 1902)
- 20 febbraio - Edmund McNamara, giocatore di football americano e poliziotto statunitense (n. 1920)
- 20 febbraio - Enrico Ostermann, attore italiano (n. 1925)
- 20 febbraio - Anatolij Aleksandrovič Sobčak, docente e politico russo (n. 1937)
- 21 febbraio - Olena Apanovyč, storica ucraina (n. 1919)
- 21 febbraio - Antonio Díaz-Miguel, cestista e allenatore di pallacanestro spagnolo (n. 1933)
- 21 febbraio - Jean-Pierre Grenier, attore, regista e commediografo francese (n. 1914)
- 21 febbraio - Antonio Imbesi, farmacista e farmacologo italiano (n. 1912)
- 21 febbraio - Jilma Madera, scultrice e pittrice cubana (n. 1915)
- 21 febbraio - Maria Teresa Regard, partigiana, scrittrice e giornalista italiana (n. 1924)
- 21 febbraio - Roberto Sbarra, calciatore argentino (n. 1912)
- 21 febbraio - Nello Ugolini, dirigente sportivo italiano (n. 1905)
- 22 febbraio - Olga Jensch-Jordan, tuffatrice tedesca (n. 1913)
- 22 febbraio - John Kellogg, attore statunitense (n. 1916)
- 22 febbraio - Aleksandra Komacka, cestista polacca (n. 1959)
- 22 febbraio - Gene Lambdin, cestista statunitense (n. 1930)
- 22 febbraio - Ernest Lough, cantante britannico (n. 1911)
- 22 febbraio - Maurine Neuberger, politica statunitense (n. 1907)
- 22 febbraio - Raphaël Pujazon, siepista francese (n. 1918)
- 23 febbraio - Alberto De Falco, militare italiano (n. 1967)
- 23 febbraio - Dennis Evans, calciatore inglese (n. 1930)
- 23 febbraio - Angelo Galli, calciatore italiano (n. 1912)
- 23 febbraio - Albrecht Goes, scrittore tedesco (n. 1908)
- 23 febbraio - Nikolaj Guljaev, calciatore e allenatore di calcio sovietico (n. 1915)
- 23 febbraio - Ofra Haza, cantante e attrice israeliana (n. 1957)
- 23 febbraio - Stanley Matthews, calciatore e allenatore di calcio britannico (n. 1915)
- 23 febbraio - Joseph V. Perry, attore statunitense (n. 1931)
- 23 febbraio - Ninì Pietrasanta, alpinista italiana (n. 1909)
- 23 febbraio - Antonio Sottile, militare italiano (n. 1971)
- 23 febbraio - Terenzio Zardini, francescano, musicista e compositore italiano (n. 1923)
- 24 febbraio - Bernie Opper, cestista statunitense (n. 1915)
- 25 febbraio - Pëtr Breus, pallanuotista sovietico (n. 1927)
- 25 febbraio - Odd Frivold, calciatore norvegese (n. 1948)
- 25 febbraio - Samim Göreç, cestista e allenatore di pallacanestro turco (n. 1924)
- 25 febbraio - Doris Löve, botanica svedese (n. 1918)
- 25 febbraio - Aleksandar Živković, calciatore jugoslavo (n. 1912)
- 26 febbraio - Egidio Chiarini, politico italiano (n. 1917)
- 26 febbraio - Franz Fuchs, serial killer e terrorista austriaco (n. 1949)
- 26 febbraio - Francesco Guarnaschelli, arbitro di calcio italiano (n. 1917)
- 26 febbraio - Bill Holland, cestista statunitense (n. 1914)
- 26 febbraio - Louisa Matthíasdóttir, pittrice islandese (n. 1917)
- 26 febbraio - Giovanna di Savoia, principessa italiana (n. 1907)
- 27 febbraio - George Duning, compositore statunitense (n. 1908)
- 27 febbraio - Margherita Paulas, ballerina austriaca (n. 1912)
- 28 febbraio - Jean Vallette d'Osia, militare e partigiano francese (n. 1898)
- 28 febbraio - Amedeo Zambon, tenore italiano (n. 1934)
- 28 febbraio - Joseph de Finance, presbitero, filosofo e teologo francese (n. 1904)
- 29 febbraio - Dennis Danell, chitarrista e produttore discografico statunitense (n. 1961)
- 29 febbraio - Karen Hoff, canoista danese (n. 1921)
- 29 febbraio - Umberto Pagliacci, politico italiano (n. 1930)